# Ruské válečné zločiny

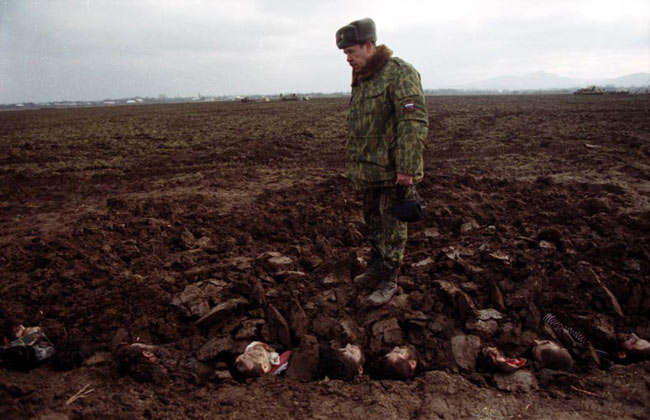
Ruský voják postává na hromadném hrobě Čečenců v Komsomolskoje, kteří byli zabiti v druhé čečenské válce, 2000

Ruské válečné zločiny představují porušení válečného práva včetně Haagských úmluv z let 1899 a 1907 a Ženevských úmluv, sestávající z válečných zločinů a zločinů proti lidskosti, ze kterých jsou obviněny oficiální ozbrojené a polovojenské síly Ruské federace od rozpadu Sovětského svazu v roce 1991. To zahrnuje také napomáhání ke zločinům kvazistátů nebo klientských států vyzbrojených a financovaných Ruskem, včetně Luhanské lidové republiky a Doněcké lidové republiky. Patří mezi ně okamžité popravy zajatých nepřátelských bojovníků, špatné zacházení s vězni při výslechu (mučení) a použití násilí proti civilistům, včetně znásilnění.
Organizace Amnesty International a Human Rights Watch zaznamenaly ruské válečné zločiny v Čečensku, Gruzii, na Ukrajině a Sýrii. Válečné zločiny v Čečensku zdokumentovali také Lékaři bez hranic. V roce 2017 Úřad Vysokého komisaře OSN pro lidská práva (OHCHR) oznámil, že Rusko použilo v Sýrii kazetovou a zápalnou munici, což představuje válečný zločin nevybíravých útoků v civilně osídlené oblasti. Dne 13. dubna 2022 OBSE zveřejnila zprávu, která uznala Rusko vinným z válečných zločinů při leteckém útoku na nemocnici v Mariupolu, zatímco jeho cílené zabíjení a nucené zmizení nebo únosy civilistů, včetně novinářů a místních úředníků, by mohly být předběžně také zločiny proti lidskosti.
Do roku 2009 Evropský soud pro lidská práva (ECHR) vydal 115 rozsudků (včetně případu Bajsajeva vs Rusko), které uznaly ruskou vládu vinnou z násilných zmizení, vražd, mučení a za to, že tyto zločiny v Čečensku řádně nevyšetřila. V roce 2021 ESLP také samostatně uznal Rusko vinným z vražd, mučení, rabování a ničení domovů v Gruzii, jakož i zabránění návratu 20 000 vysídlených Gruzínců zpět na jejich území.
V důsledku jejího zapojení do války na Ukrajině byly v roce 2014 a znovu v roce 2022 mnoha zeměmi uvaleny rozsáhlé mezinárodní sankce proti ruským představitelům. Když Mezinárodní trestní soud (ICC) začal vyšetřovat ruskou anexi Krymu z důvodu možného porušení mezinárodního práva, Rusko v roce 2016 své členství stáhlo. Dne 7. dubna 2022 rezoluce Valného shromáždění OSN ES-11/3 pozastavila Rusku členství v Radě OSN pro lidská práva kvůli válečným zločinům na Ukrajině.

## Čečensko

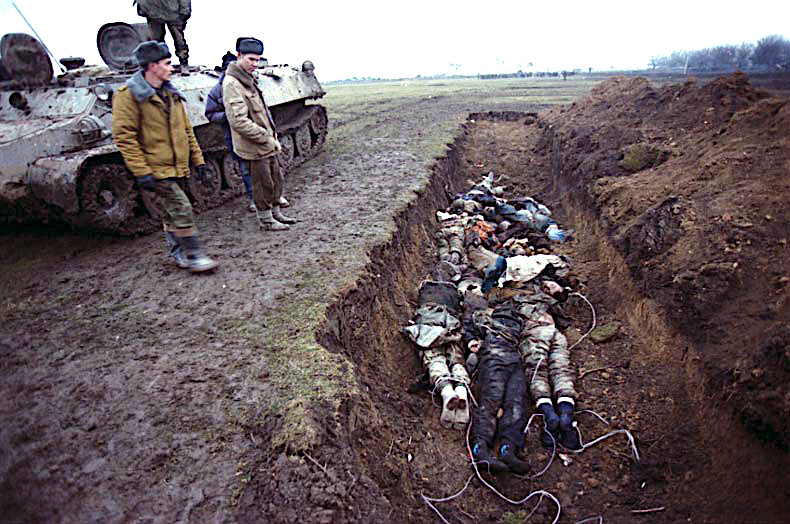
Ruští vojáci pohřbívají mrtvoly v hromadném hrobě v Čečensku během druhé čečenské války

Po rozpadu Sovětského svazu v roce 1991 vyhlásilo Čečensko na Ruské federaci nezávislost. Ruští představitelé odmítli vyhlášení nezávislosti, což vyvolalo napětí, které nakonec eskalovalo v plnou válku, když 25 000 ruských vojáků 11. prosince 1994 dorazilo do Čečenska. Válka skončila faktickou nezávislostí Čečenska a stažením ruských jednotek v roce 1996. Druhý konflikt znovu eskaloval v roce 1999 a jeho protipovstalecké boje probíhaly až do roku 2009. Dospělo k němu, když Rusko převzalo plnou kontrolu nad Čečenskem a dosadilo proruskou vládu. Bylo zaznamenáno mnoho válečných zločinů, většinou ruských ozbrojených složek.
Během obou válek byli Čečenci dehumanizováni a ruská propaganda je líčila jako „černochy“, „bandity“, „teroristy“, „šváby“ a „štěnice“.

## Gruzie

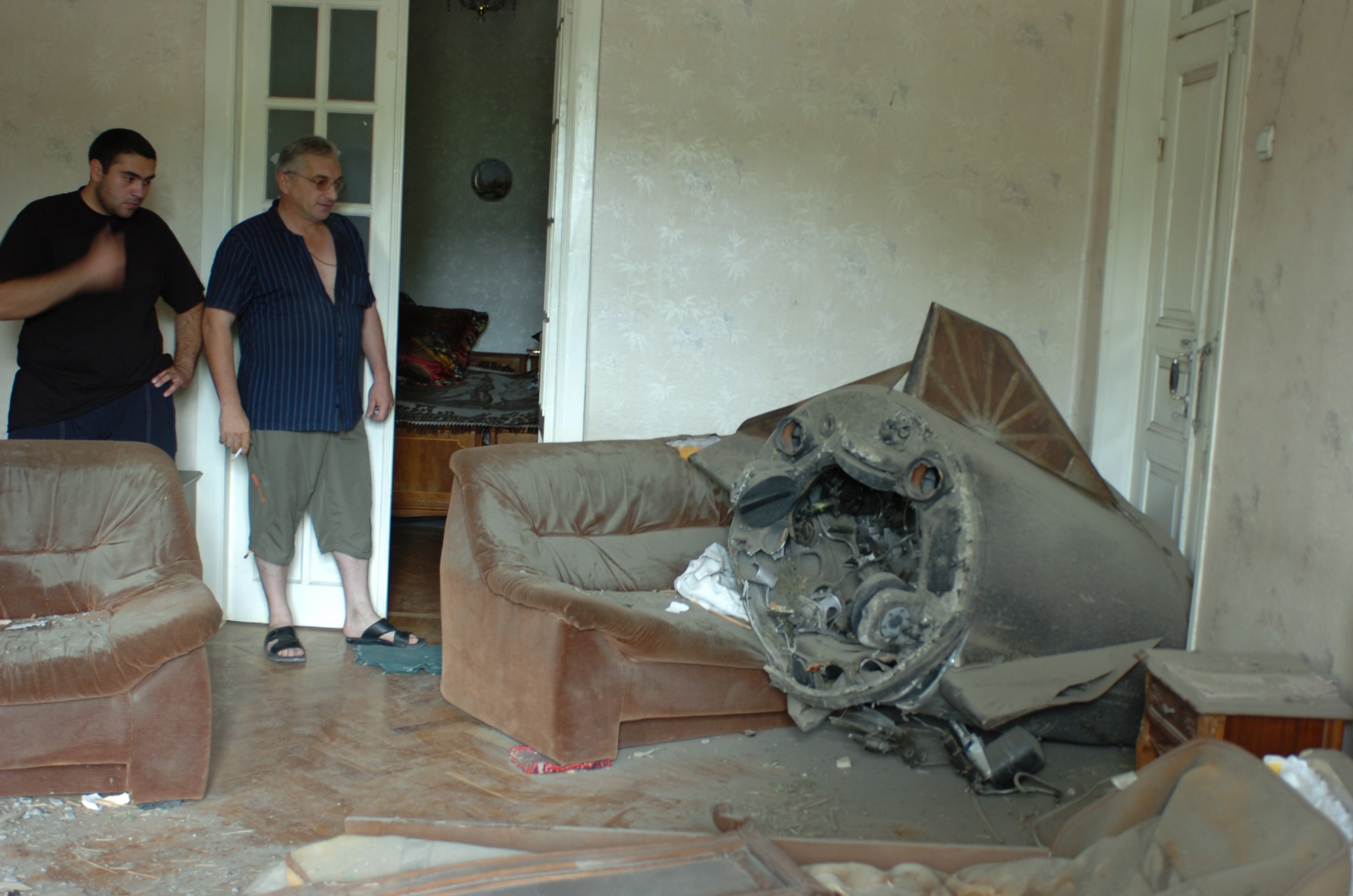
Téměř neporušená část ruské rakety v ložnici domu Gori, příklad možného nevybíravého útoku v civilních oblastech

Po eskalaci mezi odtrženým regionem Jižní Osetie a Gruzií ze dne 7. srpna 2008 ruské síly 8. srpna překročily mezinárodní hranici a zaútočily na gruzínské vojáky na podporu Jižní Osetie. Ruští vojáci také přešli do druhé odtržené oblasti Abcházie, i když zde nebyly zaznamenány žádné boje. Válka skončila 12. srpna příměřím zprostředkovaným mezinárodními diplomaty. Ruská vláda uznala Jižní Osetii a Abcházii jako nezávislé země, ačkoli někteří učenci popisovali, že se tyto dva regiony ve skutečnosti staly ruskými protektoráty.
HRW uvedla, že nebyly objeveny žádné důkazy o úmyslných útocích na nebojující ze strany gruzínských jednotek.
Rusko záměrně zaútočilo na prchající civilisty v Jižní Osetii a okrese Gori v Gruzii. Ruská letadla bombardovala centra civilního obyvatelstva v samotné Gruzii a vesnice etnických Gruzínců v Jižní Osetii. Ozbrojené milice se zabývaly drancováním, vypalováním a únosy. Útoky milicí donutily gruzínské civilisty k útěku.
Použití kazetové munice Rusy způsobilo smrt civilistů. Amnesty International obvinila Rusko ze záměrného bombardování a útoků na civilní oblasti a infrastrukturu, což je válečný zločin.  Rusko použití kazetových pum popřelo. V konfliktu zahynulo 228 gruzínských civilistů.
Ruská armáda navíc neudělala nic pro to, aby zabránila etnickým čistkám Gruzínců v Jižní Osetii v oblasti pod její kontrolou.

## Ukrajina

### 2014–2021

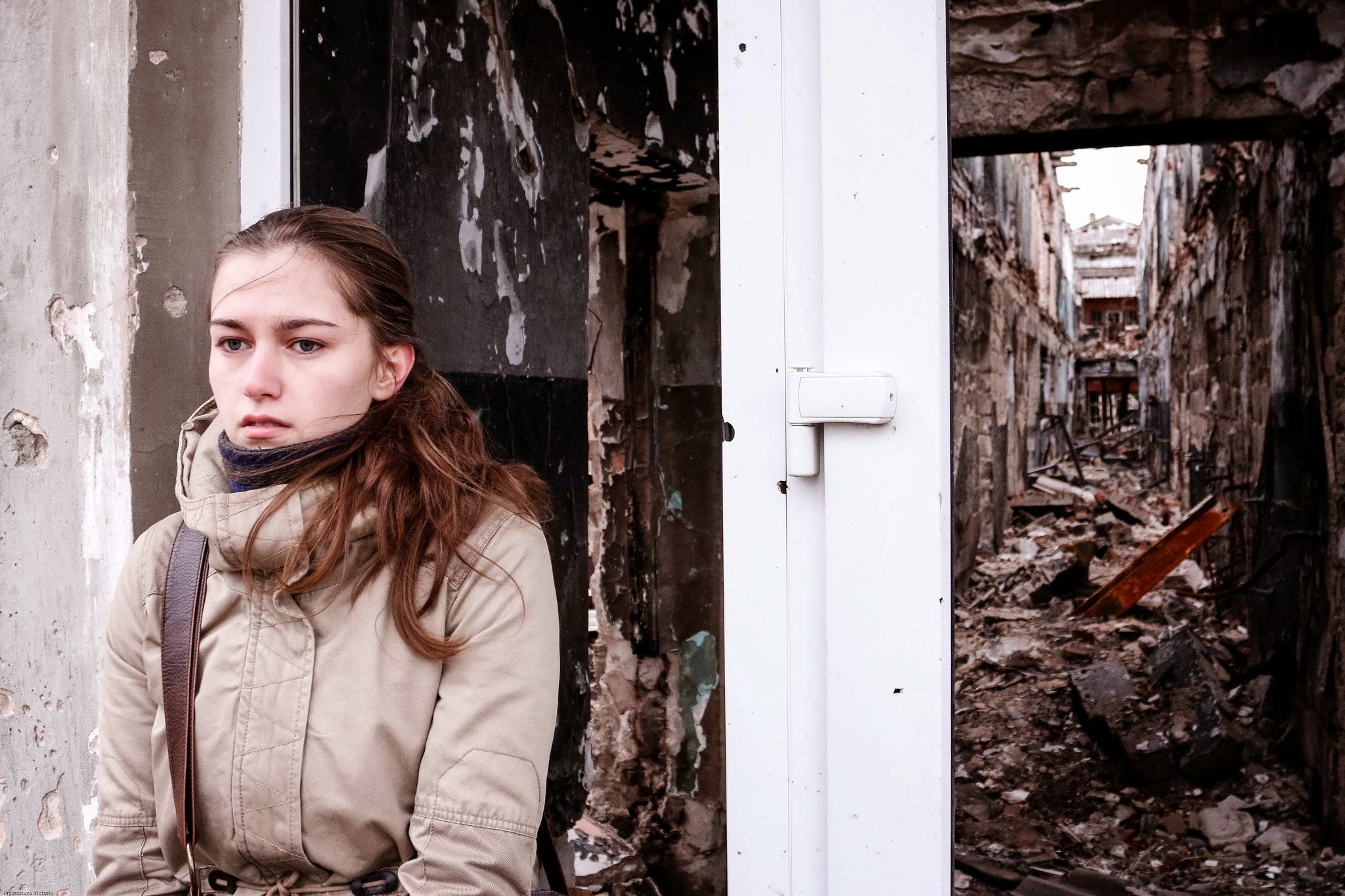
Poškozená budova v Kurachove, 26. listopadu 2014

Po ukrajinské revoluci v roce 2014 byl proruský ukrajinský prezident Viktor Janukovyč svržen a uprchl do Ruska, zatímco nová ukrajinská vláda přijala proevropskou perspektivu. Rusko odpovědělo anexí Krymu, kterou Valné shromáždění OSN ve své rezoluci 68/262 prohlásilo za nezákonnou, zatímco proruští separatisté vyhlásili neuznaný protostát Novorusko, který má v úmyslu odtržení od Ukrajiny, a povstání, které nakonec vedlo k válce v Donbasu na východě Ukrajiny. Zatímco Rusko účast na válce v Donbasu popíralo, četné důkazy poukazovaly na jeho podporu proruským separatistům. Amnesty International obvinila Rusko z "přiživování separatistických zločinů" a vyzvala "všechny strany, včetně Ruska, aby přestaly porušovat zákony války".
Human Rights Watch uvedla, že proruští povstalci „neučinili všechna možná opatření, aby se vyhnuli nasazení v civilních oblastech“ a v jednom případě se „ve skutečnosti přesunuli blíže k obydleným oblastem v reakci na vládní ostřelování“. HRW vyzvala všechny strany, aby přestaly používat „notoricky nepřesné“ raketomety Grad.

### 2022

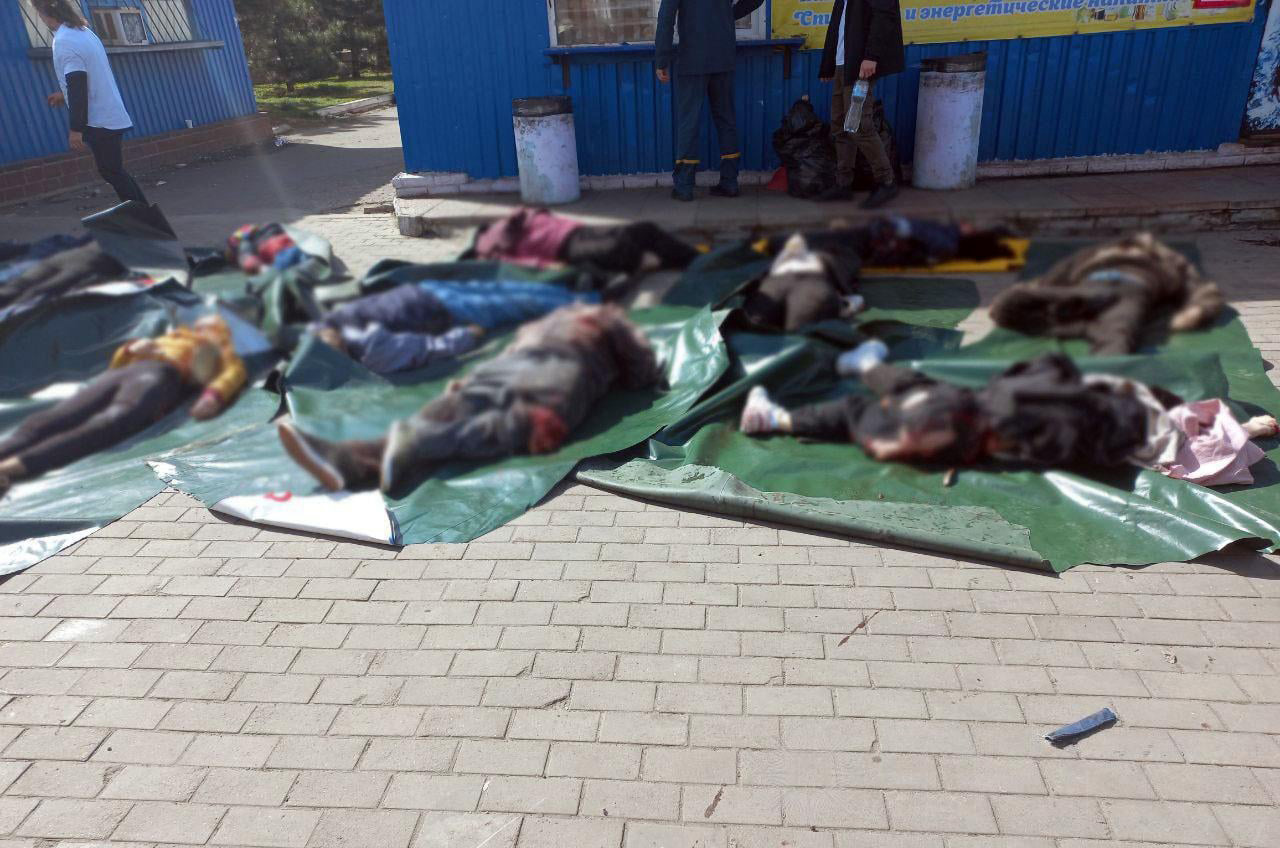
Mrtví civilisté po útoku na nádraží v Kramatorsku

24. února 2022 ruské síly napadly a zaútočily na Ukrajinu ze severu, jihu a východu, což bylo interpretováno jako forma extrémního ruského iredentismu. HRW a Amnesty International obvinily Rusko z používání nepřesné kazetové munice v civilních oblastech, včetně blízkosti nemocnic a škol, což představuje nezákonné útoky zbraněmi, které bez rozdílu zabíjejí a mrzačí. Vysoký komisař OSN pro lidská práva odsoudil vojenskou akci Ruska jako porušení mezinárodního práva. Amnesty International to označila za akt agrese, který je podle mezinárodního práva trestným činem. Byly zaznamenány četné válečné zločiny, včetně vražd, mučení, rabování, znásilňování ukrajinských žen, útoky na civilisty, nezákonné nálety nebo útoky na civilní objekty, hrozby násilím a nelidské zacházení s válečnými zajatci.
Mezi cíli ruských náletů bylo ukrajinské hlavní město Kyjev s asi 3 miliony obyvatel. Ostřelovány byly i mateřské školy a sirotčince. Ruské síly byly obviněny z teroru proti Ukrajincům. Už 3. března 2022 ruské síly údajně rabovaly v Chersonu. Během obléhání Mariupolu bylo město zničeno ostřelováním a odříznuto od elektřiny, potravin a vody. Šestiletá dívka údajně zemřela na dehydrataci pod ruinami svého domu v Mariupolu 8. března. Během útoku na Irpiň ruské síly nepřímo střílely na uprchlíky, kteří se snažili uprchnout přes zřícený most. Čtyřčlenná rodina byla zabita minometným úderem.
Během bitvy o Charkov bylo město těžce poškozeno ruským ostřelováním, včetně internátní školy pro nevidomé. Z 1,8 milionu obyvatel zůstalo do 7. března v Charkově pouze 500 000 z nich. 28. února 2022 zabil ruský útok kazetovou municí v Charkově 9 civilistů a dalších 37 zranil. Dne 3. března bylo v Černigově zabito 47 civilistů, z nichž většina stála ve frontě na potraviny a čekala na chleba, když je zasáhl ruský letecký úder osmi neřízených leteckých pum. Při náletu na nemocnici v Mariupolu byli zabiti tři lidé, včetně mladé dívky; zatímco stovky lidí zemřely při náletu na divadlo v Mariupolu, který byl používán jako kryt před nálety. Po stažení ruských sil z dálnice E-40 v oblasti Kyjeva objevila BBC News 13 mrtvých těl, která zůstala ležet na silnici, pouze dvě měla na sobě ukrajinské vojenské uniformy. Důkazy ukazují na to, že ruští vojáci tyto prchající civilisty zabíjeli.
Poté, co ruské síly po měsíci okupace opustily oblast Buči, se 1.–3. dubna objevily fotografie a videa ukazující stovky zabitých lidí ležících na ulicích nebo v masových hrobech. Tato událost vyvolala mezinárodní odezvu, protože byla novináři široce pokryta jako masakr v Buči.
Ruské bombardování Boroďanky a nádraží v Kramatorsku zanechalo zabitých desítky civilistů. Ukrajinské uřady řekly, že Rusko používá mobilní krematoria k likvidaci těl v Mariupolu ve snaze zakrýt důkazy o válečných zločinech a skrýt počet lidí, kteří zemřeli. 7. května 2022 při bombardování školy v Bilohorivce zahynuly desítky lidí skrývajících se v suterénu. Oděsa byla bombardována nepřetržitě měsíce.
15. června 2022 OHCHR vyjádřil znepokojení nad zprávami, že ukrajinské děti byly násilně deportovány do Ruska, kde byly posílány k urychlené adopci, a uvedl, že „se nezdá, že by zahrnovaly kroky ke sloučení rodiny nebo respektovaly nejlepší zájmy dítěte“. UNICEF podobně prohlásil, že „k adopcím by nikdy nemělo docházet během mimořádných událostí nebo bezprostředně po nich“. Ruské filtrační tábory byly zřízeny k zadržování, výslechu a mučení Ukrajinců podezřelých ze spojení s ukrajinskou vládou.
OSN oznámila, že do 30. března z Ukrajiny uteklo 4 miliony uprchlíků, cílem bylo 50 nemocnic v zemi a že Rusko použilo zakázanou kazetovou munici nejméně ve 24 případech. 22. dubna OSN zaznamenala nejméně 2 343 zabitých civilistů, z nichž 92,3 % mají na svědomí na ruské ozbrojené síly. Do 27. května OSN zaznamenala 4 395 mrtvých civilistů.
29. července 2022 došlo k masakru v Olenivce, při níž bylo zabito nejméně 54 ukrajinských zajatců, například obránců z Mariupolu, a dalších 150 zraněno.

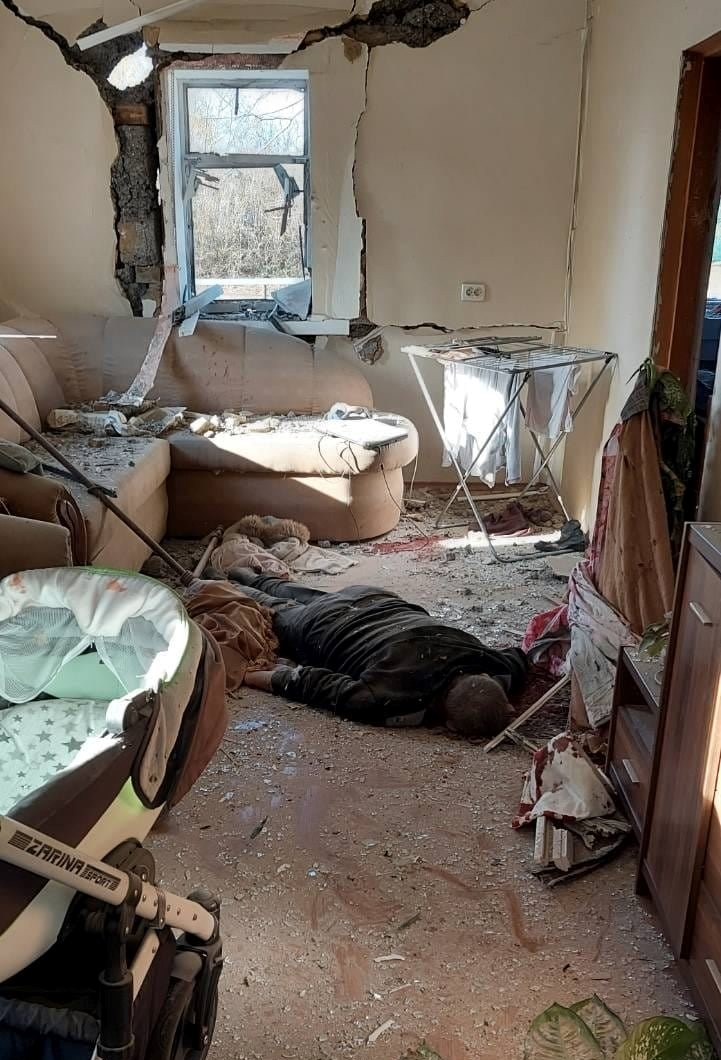
Ukrajinský civilista zabitý během ruského bombardování Černihivu
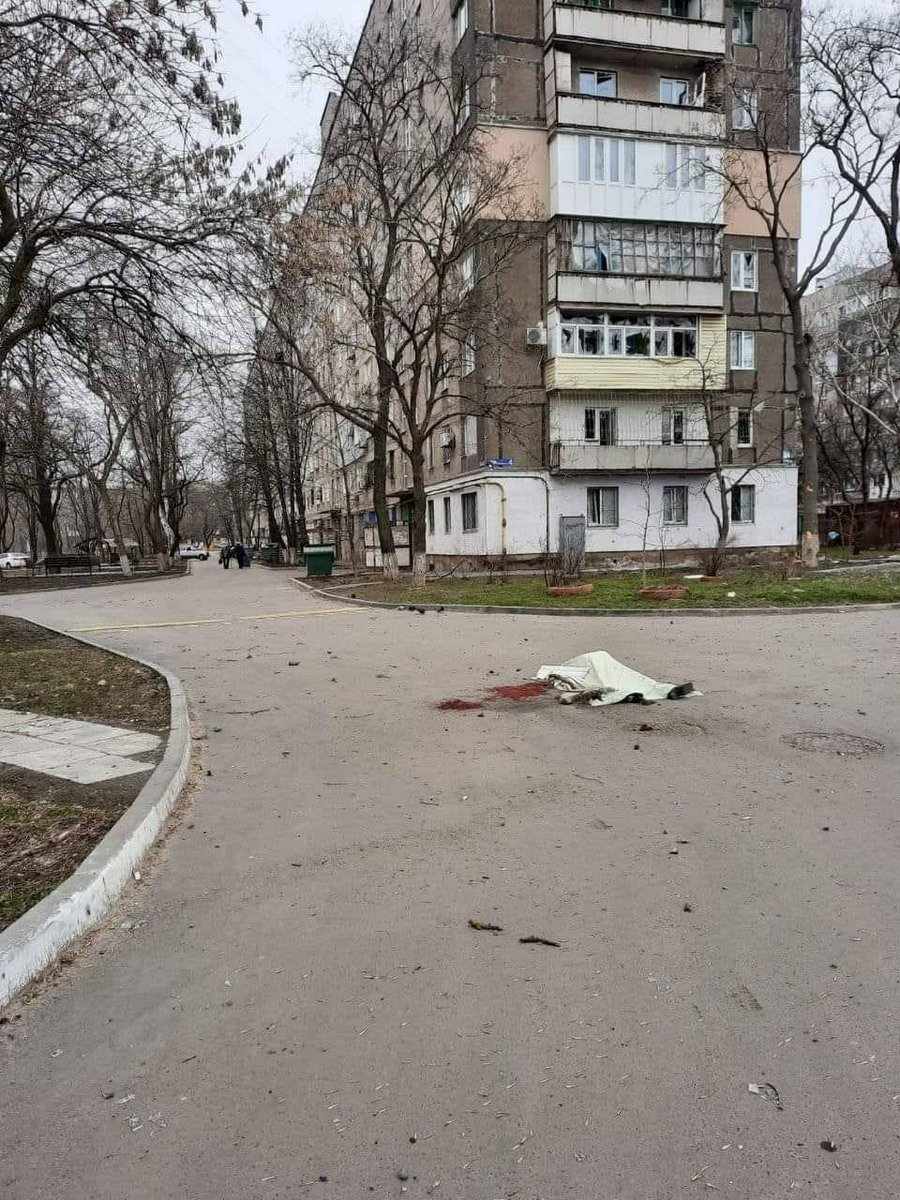
Oběť ruského útoku na Mariupol
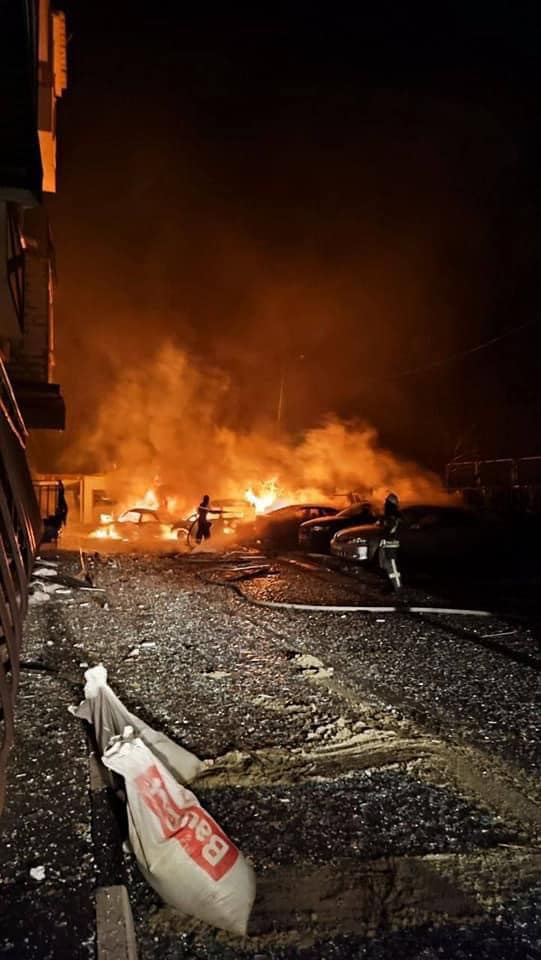
Ruské bombardování předměstí Charkova
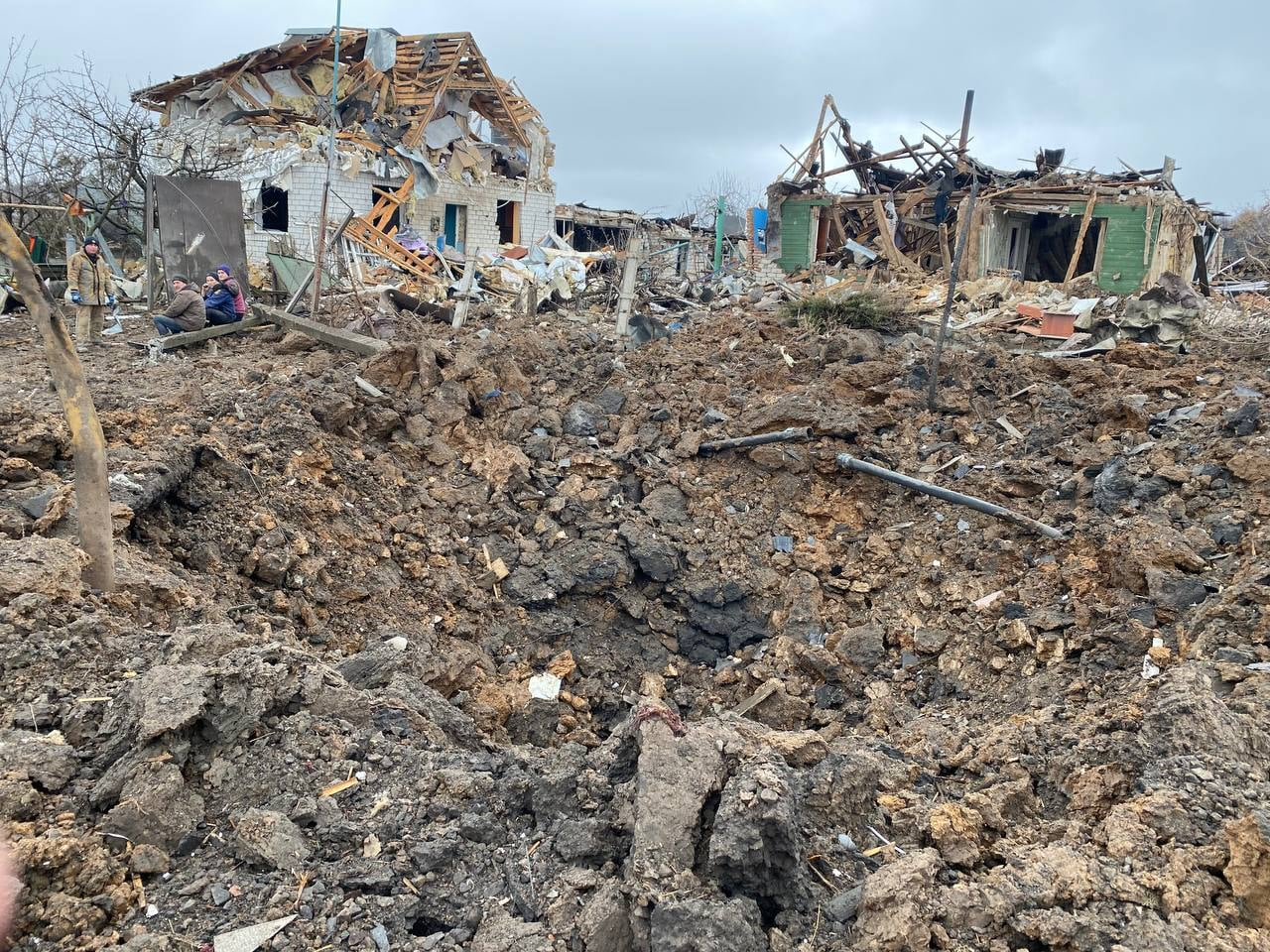
Ruským útokem zničená vesnice Jakovlivka u Charkova
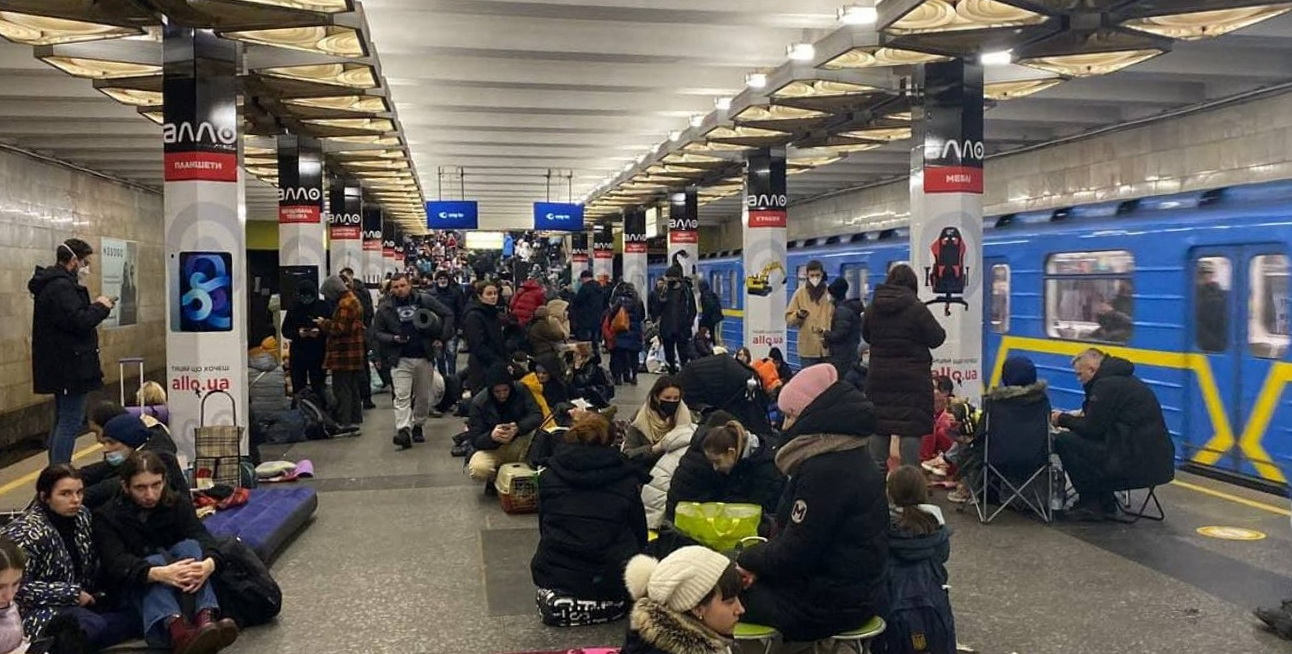
Civilisté skrývající se v kyjevském metru během útoku na město

## Sýrie

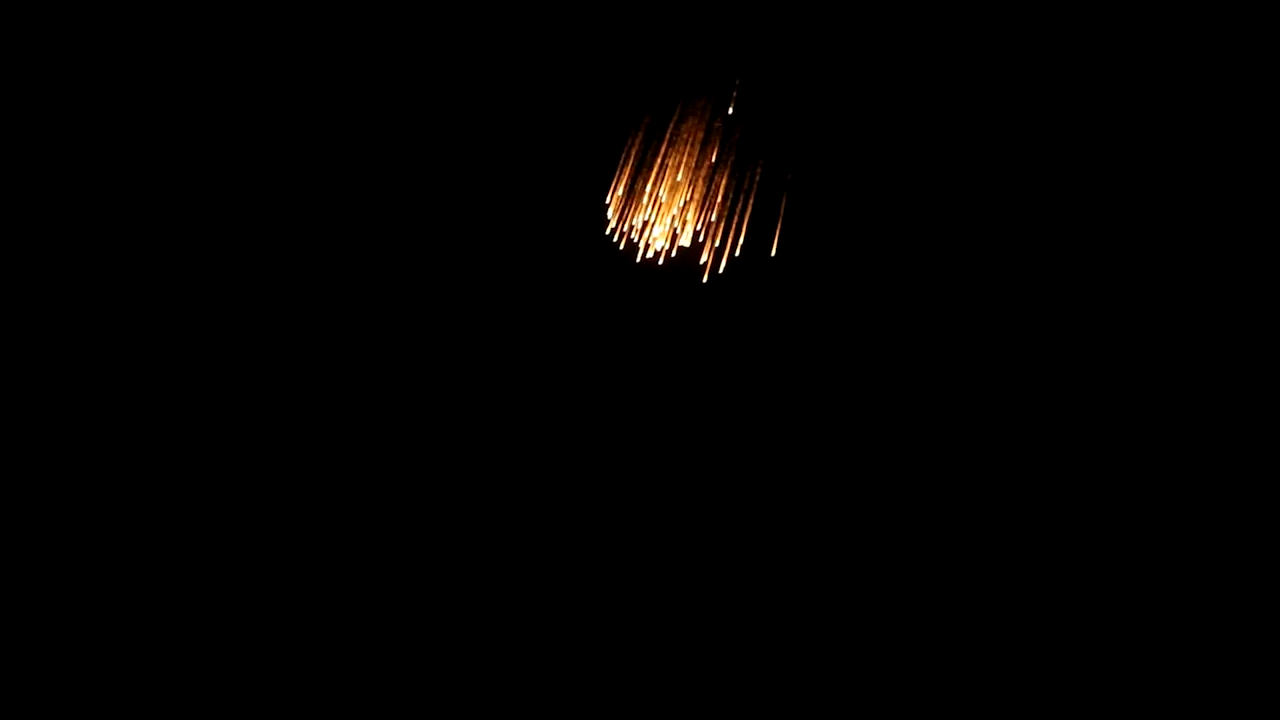
Zápalná munice z ruského letounu na severu Aleppa v červnu 2016.

Dne 30. září 2015 zasáhla ruská armáda přímo do syrské občanské války na straně proruské vlády Bašára al-Asada. Podle Amnesty International se koncem února 2016 ruská letadla během bombardování záměrně zaměřovala na civilisty a záchranáře. Skupina pro lidská práva zdokumentovala útoky na školy, nemocnice a civilní domy. Amnesty International také uvedla, že „Rusko je vinno z těch nejkřiklavějších válečných zločinů“, jaké zažilo za poslední desetiletí. Ředitelka programu reakce Amnesty na krizi Tirana Hassanová uvedla, že po bombardování civilních cílů se ruská letadla „otočila“ k druhému útoku na humanitární pracovníky a civilisty, kteří se snažili pomoci těm, kteří byli zraněni při prvním náletu.